# Der Maskenball (1917)
Der Maskenball ist ein 1917 in ungarischer Sprache gedrehter Österreich-ungarischer Stummfilm mit Bela Lugosi in einer Hauptrolle.

## Handlung
Amalie ist die schöne Gattin von René, seines Zeichens Sekretär des Gouverneurs der Insel Mondero. Beide haben ein fünfjähriges Kind. In Oswalt, dem Marinekommandanten der Insel, hat René einen Konkurrenten, der ihn nicht nur um die Gunst des Herzogs beneidet, sondern ihm überdies dessen Ehefrau abspenstig machen will. Doch Amalie ist nicht interessiert und weist Oswalt ab. In seiner Eitelkeit zutiefst gekränkt, schwört Oswalt, Rache an René und dessen Frau üben zu wollen. Erst versucht Oswalt den Herzog glauben zu machen, dass Amalie ihn liebe während er Amalie einflüstert, dass sich der Herzog für sie mehr als ihm zustehe interessiere. Darüber hinaus hat Oswalt auch politische Pläne. Er rottet sich mit einigen Verschwörern zusammen, die den herzoglichen Gouverneur schon seit langem beseitigen wollen, und wird Kopf dieser Bande. Gemeinsam beschließen die Halunken, den Herzog beim demnächst anstehenden Maskenball zu ermorden, nachdem Oswalts erster Anschlag, den Herzog bei einem Ausritt hinterrücks zu ermorden, gescheitert war. Zu dem Maskenball sind auch René nebst Gattin geladen.
René erfährt von der anstehenden Verschwörung und warnt seinen Herzog vor. Der glaubt in seiner Überheblichkeit nicht daran und hält dies für eine Schauermär. Er geht sogar so weit, zum Maskenball einen auffälligen, grauen Domino tragen zu wollen, auf dem ein leicht sichtbares schwarzes Herz prangt. Währenddessen spinnt Oswalt seine Intrigen fort. Um Amalie für ihre Zurückweisung persönlich abzustrafen, überredet er sie, zu einer Wahrsagerin zu gehen, da das Leben ihres Kindes in Gefahr sei. Tatsächlich rät die Wahrsagerin Amalie, des Nachts zur Kapelle mit der Waldmadonna zu gehen, um dort für das Wohl ihres Sprösslings zu beten. Um sie vor Ort zu kompromittieren, versendet Oswalt einen Brief an den Herzog, in dem steht, dass zu einem bestimmten Zeitpunkt bei der Waldmadonna eine schöne Frau warte, die um seine Liebe flehen würde. Als persönlicher Sekretär des Inselgouverneurs bekommt auch René das Schreiben zu Gesicht. Dieser rät seinem Chef, nicht dorthin zu gehen, da er hinter diesem Brief eine Falle bzw. einen Attentatsversuch vermutet. Von Neugier getrieben, geht der Herzog dennoch zu der betreffenden Stelle und trägt dazu einen sehr auffälligen, weißen Mantel.
Vor der Waldmadonna treffen der Herzog und Amalie aufeinander. Der Gouverneur spricht sie auf „ihren“ Brief an, doch sie weiß von nichts. René glaubt noch immer an eine Verschwörung und ist dem Herzog heimlich gefolgt. Dort sieht er seinen Boss und seine Frau. Ehe er sich Gedanken machen kann, greifen die Verschwörer an, um den Herzog umzubringen. Tapfer verteidigt René ihn. Der Inselgouverneur kann entkommen. Doch nun glaubt René tatsächlich, dass sein Chef und Amalie eine Affäre miteinander haben und dies ihr geheimer Treffpunkt gewesen sein könnte, der auch den Verschwörer bekannt sei. Außer sich vor Zorn und Enttäuschung, wechselt nun René die Seiten und schließt sich den Verschwörern an. Das Los, den Herzog bei der nächsten Gelegenheit zu töten, fällt auf ihn. Und die soll sich auf dem Maskenball ergeben. Tatsächlich gedenkt der Gouverneur und Gastgeber, den besagten Domino mit dem Herzen auf der Brust zu tragen. In letzter Minute kann ihn Amalie jedoch dazu bewegen, einen Kostümtausch vorzunehmen, sodass nunmehr jemand anderes seinen Domino trägt. Er tauscht das Kleidungsstück, ohne etwas zu ahnen, spaßeshalber gegen das Kostüm Oswalts. René stürmt hervor und schießt auf den Mann im Domino. Es ist Oswalt, der tot zu Boden sinkt. René erfährt, dass er seine Ehefrau zu Unrecht des Ehebruchs verdächtigt hat und wird vom Herzog begnadigt. Schweren Herzens verzichtet der Gouverneur auf Amalie und versetzt das Ehepaar fernab von der Insel auf einen neuen Posten.

## Produktionsnotizen
Der Maskenball entstand 1917 in Budapest, besaß eine Länge von drei Akten und wurde 1918 in der ungarischen Hauptstadt aufgeführt. In Deutschland passierte der Streifen die Filmzensur im Dezember 1917. Anders als in filmportal.de angegeben, wurde der Film nicht von der Berliner Produktionsfirma Saturn-Film GmbH produziert, sondern lediglich durch sie im Ausland vertrieben. Die Weltpremiere von Der Maskenball dürfte am 5. November 1917 im Wiener Haydn-Kino stattgefunden haben.
Bela Lugosi nannte sich damals noch Arisztid Olt. Die Bauten stammen von Stefan Lhotka, der damals in seiner Heimat noch als Lhotka Szirontai geführt wurde. 

## Kritiken
„Die Handlung ist spannend und fesselnd. Die Darsteller wendeten reichlich Mühe und Sorgfalt auf, um einen Erfolg zu erzielen.“

In Paimann’s Filmlisten ist zu lesen: „Stoff, Spiel und Photos sehr gut. Szenerie ausgezeichnet (Für feineres Publikum).“